# Crans, Vaud
Crans (före 2021: Crans-près-Céligny) är en ort och kommun i distriktet Nyon i kantonen Vaud, Schweiz. Kommunen har 2 439 invånare (2023).
Crans ligger vid Genèvesjön.